# الغزو الإندونيسي لتيمور الشرقية
بدأ الغزو الإندونيسي لتيمور الشرقية (بالإنجليزية: Indonesian invasion of East Timor)‏ والمعروف في إندونيسيا باسم «عملية لوتس» (بالإندونيسية: عملية سيروجا)، في 7 ديسمبر 1975 عندما غزا الجيش الوطني الإندونيسي تيمور الشرقية بذريعة مناهضة الاستعمار. نجم عن إسقاط حكومة فريتيلين الشعبية التي حكمت لفترة وجيزة احتلالٌ عنيفٌ استمر لربع قرن، قُدّر فيه عدد القتلى والذين ماتوا جوعًا بما يقارب 100,000-180,000 بين جنود ومدنيين. وثقت لجنة الاستقبال والحقيقة والمصالحة في تيمور الشرقية 102,000 حالة وفاة مرتبطة بالنزاع في تيمور الشرقية كحد أدنى طوال الفترة من عام 1974 إلى عام 1999، متضمنةً 18,600 حالة قتل عنيفة و84,200 حالة وفاة بسبب الأمراض والجوع، وحُمّلت القوات الإندونيسية ومساعدوها مجتمعين مسؤولية 70% من عمليات القتل.
خلال الأشهر الأولى من الاحتلال، واجه الجيش الإندونيسي مقاومة متمردة شديدة في المناطق الجبلية في الجزيرة، ولكن منذ 1977-1978، حصل الجيش على أسلحة متطورة جديدة من الولايات المتحدة وإسرائيل ودول أخرى لتدمير بنية فريتيلين. شهد العقدان الأخيران من القرن اشتباكات مستمرة بين الجماعات الإندونيسية والتيمورية الشرقية حول وضع تيمور الشرقية، حتى عام 1999 عندما صوت أغلبية التيموريين الشرقيين بشكل كبير من أجل الاستقلال (الخيار البديل هو «الاستقلال الذاتي الخاص» بينما يبقون جزءًا من إندونيسيا). حصلت تيمور الشرقية على الاستقلال في 20 مايو 2002، بعد سنتين ونصف السنة من المرحلة الانتقالية وتحت رعاية ثلاث بعثات مختلفة للأمم المتحدة.

## خلفية
لتيمور الشرقية موقع إقليمي متميز عن بقية تيمور والأرخبيل الإندونيسي ككل، في نظر البرتغاليين أكثر من الهولنديين، إذ وقّعتا اتفاقية تقسم الجزيرة بين القوتين في عام 1915. استعمرها اليابانيون خلال الحرب العالمية الثانية، ونتج عن احتلالها حركة مقاومة أسفرت عن مقتل 60,000 شخصًا، أي 13% من السكان في ذلك الوقت. في أعقاب الحرب، ضمنت الهند الشرقية الهولندية استقلالها باعتبارها جمهورية إندونيسية وبرتغالية، واستعادت في الوقت نفسه السيطرة على تيمور الشرقية.

### الدوافع الإندونيسية
رأى المتشددون القوميون والعسكريون الإندونيسيون، وخاصة قادة وكالة استخبارات القيادة التشغيلية لاستعادة الأمن والنظام ووحدة العمليات الخاصة، أوبسوس، الانقلابَ البرتغالي فرصة لضم تيمور الشرقية من قبل إندونيسيا. قاد رئيس وحدة العمليات الخاصة والمستشار المقرب من الرئيس الإندونيسي سوهارتو، اللواء علي مورتوبو، وعميده العميد بيني مرداني، عمليات الاستخبارات العسكرية وكانوا في مقدمة حملة الضغط المؤيدة لضمها إلى إندونيسيا. لم تكن العوامل السياسية الإندونيسية الداخلية في منتصف سبعينيات القرن الماضي مساعدة لمثل هذه النوايا التوسعية، فالفضيحة المالية لعام 1974-1975 حول شركة بيرتامينا للنفط عنت أنه ينبغي على إندونيسيا أن تتوخى الحذر حتى لا تثير قلق المانحين الأجانب والمصرفيين. وعلى هذا لم يدعم سوهارتو غزو تيمور الشرقية أصلًا.
تغلبت على هذه الاعتبارات المخاوف الإندونيسية والغربية من أن يؤدي انتصار حزب فريتيلين اليساري إلى إنشاء دولة شيوعية على حدود إندونيسيا يمكن أن تُستخدم كقاعدة لتوغل قوى غير ودية في إندونيسيا، وتهديد محتمل للغواصات الغربية. خُشي أيضًا أن تكون تيمور الشرقية المستقلة داخل الأرخبيل مصدر إلهام للمشاعر الانفصالية داخل المقاطعات الإندونيسية. استُخدمت هذه المخاوف بنجاح لكسب الدعم من الدول الغربية التي حرصت على الحفاظ على علاقات جيدة مع إندونيسيا، وخاصة الولايات المتحدة، والتي كانت آنذاك تستكمل انسحابها من الهند الصينية. سعت منظمات الاستخبارات العسكرية في البداية إلى وضع إستراتيجية غير عسكرية للضم، فاعتزمت استخدام الرابطة الديمقراطية الشعبية التيمورية كوسيلة للدمج. خطط حكم إندونيسيا «النظام الجديد» لغزو تيمور الشرقية. لا توجد حرية تعبير في إندونيسيا في ظل «النظام الجديد»، وبالتالي لا توجد حاجة للتشاور مع التيموريين الشرقيين.
في أوائل سبتمبر، شنّ ما يصل إلى مئتي جندي من القوات الخاصة غاراتٍ، والتي أُعلنت من قبل المخابرات الأمريكية، تبع ذلك اعتداءات عسكرية تقليدية في أكتوبر. أعدمت القوات الإندونيسية خمسة صحفيين، معروفين باسم باليبو فايف، يعملون لشبكات الأخبار الأسترالية في مدينة باليبو الحدودية في 16 أكتوبر.

## الغزو

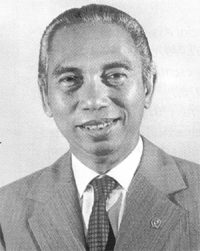
آدم مالك، النائب الثالث لرئيس إندونيسيا

اجتاحت القوات الإندونيسية تيمور الشرقية في 7 ديسمبر 1975.

### عملية سيروجا (1975-1977)
عملية سيروجا (عملية لوتس) هي أكبر عملية عسكرية قامت بها إندونيسيا على الإطلاق. بعد قصف بحري لديلي، هبطت القوات الإندونيسية المنقولة بحرًا في المدينة بينما هبط المظليون معًا. قفز641 من جنود المظليين الإندونيسيين إلى ديلي، وانخرطوا في قتال دام ست ساعات مع مسلحي فالنتيل. ووفقًا للمؤلف جوزيف نيفينز، قصفت السفن الحربية الإندونيسية قواتها المتقدمة، وأسقطت طائرات النقل الإندونيسية بعضًا من جنود المظليين على رأس قوات فالنتيل المنسحبة، وتكبدت خسائر بناءً على ذلك. بحلول الظهر، استولت القوات الإندونيسية على المدينة على حساب 35 جنديًا إندونيسيًا قُتلوا، بينما توفي 122 من جنود فالنتيل في القتال.
أدى الغزو الثاني في 10 ديسمبر إلى الاستيلاء على ثاني أكبر مدينة، باكاو، ونزل في يوم عيد الميلاد ما بين 10,000 إلى 15,000 جندي في ليكويسا وماوبارا. بحلول أبريل 1976، كان لإندونيسيا نحو 35,000 جندي في تيمور الشرقية، مع وجود 10 آلاف آخرين في تيمور الغربية الإندونيسية. نسبة كبيرة من هؤلاء الجنود من قادة النخبة الإندونيسية. بحلول نهاية العام، احتل 10,000 جندي ديلي، ونُشر 20,000 آخرون في جميع أنحاء تيمور الشرقية.
بدأت القوات الإندونيسية بقتل التيموريين الشرقيين في المدن. في بداية الاحتلال، أرسلت إذاعة فريتيلين البث التالي: «إن القوات الإندونيسية تقتل بشكل عشوائي. تطلق النار على النساء والأطفال في الشوارع. سنُقتل جميعًا... هذا نداء للمساعدة الدولية، يرجى القيام بشيء لوقف هذا الغزو». قال أحد اللاجئين التيموريين لاحقًا: «اغتصاب وقتل بدم بارد للنساء والأطفال وأصحاب المتاجر الصينية». وقال أسقف ديلي في ذلك الوقت، مارتينهو دا كوستا لوبيز، في وقت لاحق: «بدأ الجنود الذين هبطوا بقتل كل من يمكنهم العثور عليه. وُجدت العديد من الجثث في الشوارع؛ كان كل ما يمكن أن نراه الجنود وهم يقتلون، ويقتلون، ويقتلون». في إحدى الحوادث، اصطفت مجموعة من خمسين رجلًا وامرأةً وطفلًا -بمن فيهم الصحفي المستقل الأسترالي روجر إيست- على منحدر خارج ديلي وأُطلق الرصاص عليهم، وسقطت جثثهم في البحر. وقع الكثير من هذه المذابح في ديلي، إذ أُمر المتفرجون بالمراقبة والعد بصوت عالٍ كلما أُعدم شخص ما. بالإضافة إلى أنصار فريتيلين، وقع الاختيار على المهاجرين الصينيين أيضًا لإعدامهم، إذ قُتل خمسمئة في اليوم الأول وحده.

#### المأزق
على الرغم من تقدم الجيش الإندونيسي إلى تيمور الشرقية، غادر معظم السكان البلدات والقرى التي تعرضت للغزو في المناطق الساحلية باتجاه المناطق الجبلية الداخلية. ضمت قوات فالنتيل 2,500 جندي منتظم بدوام كامل من الجيش الاستعماري البرتغالي السابق، مجهزة تجهيزًا جيدًا من قبل البرتغال و«فرضت قيودًا شديدة على قدرة الجيش الإندونيسي على إحراز تقدم». وهكذا، خلال الأشهر الأولى من الغزو، اقتصرت السيطرة الإندونيسية بشكل رئيسي على المدن والقرى الرئيسية مثل ديلي، وباكاو، وأيليو، وسيم.
استخدم الجيش الإندونيسي طوال عام 1976 إستراتيجية حاولت فيها القوات التحرك داخليًا من المناطق الساحلية للانضمام إلى قوات المظليين في الداخل. لم تنجح هذه الاستراتيجية، وقوبلت  القوات بمقاومة شديدة من فالنتيل. على سبيل المثال: استغرق الاستيلاء على بلدة سواي، وهي مدينة جنوبية تبعد ثلاثة كيلومترات فقط عن الساحل، أربعة أشهر وثلاثة آلاف جندي إندونيسي. واصل الجيش تقييد جميع الأجانب والتيموريين الغربيين من دخول تيمور الشرقية، واعترف سوهارتو في أغسطس 1976 أن فريتيلين «ما زال يتمتع ببعض القوة هنا وهناك».
بحلول أبريل 1977، واجه الجيش الإندونيسي مأزقًا: لم تحقق القوات تقدمًا ملموسًا منذ أكثر من ستة أشهر، واجتذب الغزو دعاية دولية معاكسة متزايدة.